# Félix Población
Félix Población Bernardo (n. Valencia; 19??) es un periodista y escritor español.
Asturiano por ascendencia y crianza, ha ejercido el periodismo y la crítica cultural. Como escritor obtuvo el I Premio Internacional de Relatos de Humor de Tabacalera Española, el Premio Literario del II Certamen Cultural de la Fundación del Fútbol Profesional y varios galardones más de carácter nacional. Como profesional de la información se ha desempeñado, desde la etapa del posfranquismo, como cronista político, crítico de cine y teatro, editorialista, columnista, jefe de un gabinete de prensa ministerial, redactor-jefe y director de periódico (El Correo de Zamora).
Es coautor de una colección de libros de reportajes sobre historia, cultura y resurgir de las nacionalidades y colaborador de diversas publicaciones y revistas en España y Alemania. Como novelista ha publicado El árbol del pan (2010), El Espejo del olvido (2002) y Crónica de un pájaro (1997).
Colabora en el diario Público (España) y es editor de Diario del Aire.

## Novelas
- El árbol del pan. ZAHORÍ EDICIONES C.B. 2010. ISBN 978-84-937459-7-4.
- El espejo del olvido. Institución Cultural El Brocense. 2002. ISBN 978-84-95239-34-1.
- Crónica de un pájaro. lf Ediciones. 1997.